# Ижевский троллейбус
Ижевский троллейбус — троллейбусная система города Ижевска, открытая в 1968 году. Наряду с автобусом и трамваем является одним из основных видов общественного транспорта города.
На начало 2022 года в городе действуют 8 ежедневных маршрутов, 1 из которых, второй маршрут, в часы пик работает по удлинённой трассе, также для удобства пассажиров четвёртый маршрут совершает в утренний час пик два выезда с конечной на ул. Молодежной. Также есть сокращенные расписания первого маршрута до Администрации Индустриального района. Сеть обслуживается двумя троллейбусными парками, общее число единиц подвижного состава которых составляет свыше 200 троллейбусов. Основным типом подвижного состава является советский троллейбус ЗиУ-9 и его модификации.
Эксплуатантом сети и перевозчиком по маршрутам является МУП «ИжГорЭлектроТранс» (ИжГЭТ), обслуживающее также и трамвайную сеть города.

## История
Первый троллейбусный маршрут в городе Ижевске был открыт 6 ноября 1968 года, маршрут проходил от центра города по улице Советской, поворачивая на улицу Пушкинская, потом сворачивал на улицу Майская, затем на Димитрова (ныне Удмуртская), выходил на Воткинский тракт и заканчивался на улице Строителей (ост. первоначально называлась «Школьная», сейчас - «Администрация Индустриального района», сама Администрация расположена на другом конце этой улицы). Первый маршрут, соединивший городской центр с Буммашем, был протяженностью 7,5 километра и насчитывал 12 остановок. По маршруту ходило 14 троллейбусов с интервалом 4 минуты в часы «пик», а в дневное время с интервалом в 5 минут. Первыми троллейбусами стали ЗиУ-5, позже их заменили ЗиУ-9. В 1986 году был открыт второй троллейбусный парк и новые маршруты, следующие в заречные районы — № 9 и 10. В 1993 году в городе появились троллейбусы «гармошки», в том же году открыт маршрут № 11, действующий только в выходные. В ноябре 2018 года отмечалось 50-летие открытия троллейбусного движения.

## Маршруты

### Действующие
По состоянию на начало 2020 года в Ижевске действуют 8 троллейбусных маршрутов.
| Маршрут | Маршрут следования | Длина, км | Число остановок | Год открытия | Примечание                                                                                  |
| ------- | --- | --------- | --------------- | ------------ | ------------------------------------------------------------------------------------------- |
|         | Центр ↔ Дом печати Красная — Советская — Пушкинская — Майская — Удмуртская — Воткинское шоссе | 10,3      | 20              | 1968         |                                                                                             |
|         | Улица Молодёжная ↔ Администрация Индустриального района Молодёжная — Первомайская — 40 лет Победы — Орджоникидзе — Промышленная — Воровского — Советская — Удмуртская — Воткинское шоссе                                                  | 15,5      | 23 (29)         | 1970         | В будние дни в часы пик все рейсы следуют по маршруту 2д до остановки «Дом печати»          |
|         | Автозавод ↔ Завод «Нефтемаш» Автозаводской проезд — Ворошилова — 9 Января — Дзержинского — Буммашевская — Удмуртская — Майская — Пушкинская — Советская — Воровского — Промышленная — Орджоникидзе                                        | 18,2      | 29 (35)         | 1971         | В будние дни в часы пик часть рейсов следует по маршруту 4д до остановки «Улица Молодежная» |
|         | Городок Металлургов ↔ Завод «Нефтемаш» Школьная — 30 лет Победы — Кирова — Максима Горького — Карла Либкнехта — Воровского — Промышленная — Орджоникидзе                                                                                  | 15,3      | 23 (31)         | 1975         | В будние дни в часы пик часть рейсов следует по маршруту 6д до остановки «Улица Труда»      |
|         | Улица Труда ↔ Центр Красная — Советская — Пушкинская — Майская — Удмуртская — Буммашевская — Дзержинского — 9 Января — Ворошилова — Улица Петрова                                                                                         | 12        | 23(16)          | 1976         | До 2010-х годов разворачивался у восточного рынка на кольце                                 |
|         | Посёлок Машиностроителей ↔ Городок Металлургов Школьная — 30 лет Победы — Кирова — Максима Горького — Новоажимова — Клубная — Олега Кошевого — Баранова                                                                                   | 14        | 26              | 1986         |                                                                                             |
|         | Улица Ворошилова ↔ Посёлок Машиностроителей Улица Петрова — Молодёжная — Первомайская — 40 лет Победы — Орджоникидзе — Промышленная — Воровского — Карла Либкнехта — Максима Горького — Новоажимова — Клубная — Олега Кошевого — Баранова | 17,8      | 34              | 1987         | Каждый день часть рейсов следует по маршруту 10д до остановки «Улица архитектора Берша»     |
|         | Улица Кузебая Герда ↔ Улица Труда Олега Кошевого — Клубная — Новоажимова — Максима Горького — Карла Либкнехта — Воровского — Советская — Удмуртская — Буммашевская — Дзержинского — 9 Января — Ворошилова — Улица Петрова                 | 18,8      | 32              | 2000         |                                                                                             |

### Закрытые
| Маршрут | Маршрут следования | Год открытия | Год закрытия | Примечание |
| ------- | --- | ------------ | ------------ | --- |
|         | Завод «Нефтемаш» ↔ Улица Горького Орджоникидзе — Промышленная — Воровского — Советская                                                                                                  | 1969         | 1971         | Закрыт в 1971 году после открытия маршрута № 4 |
|         | Завод «Нефтемаш» ↔ Улица Труда Орджоникидзе — Промышленная — Воровского — Советская — Пушкинская — Майская — Удмуртская — Буммашевская — Дзержинского — 9 Января — Ворошилова — Петрова | 1997         | 1997         | Работал в часы «пик» по будним дням. В связи с низким пассажиропотоком и дублированием маршрутами № 4 и № 7, закрыт 17 ноября 1997 года |
|         | Центр ↔ Улица Труда Советская — Удмуртская — 10 лет Октября — 9 Января — Ворошилова — Петрова                                                                                           | 1973         | 2011         | 25 августа 2010 перенаправлен на новую троллейбусную линию по улице 10 лет Октября. 10 марта 2011 года закрыт в связи с недоукомплектованностью водителями (неофициально — нерентабельный)                                                                       |
|         | Центр ↔ Дом моделей Советская — Воровского — Промышленная — Орджоникидзе — 40 лет Победы — Первомайская — Молодёжная — Петрова                                                          | 1979         | 1997         | Закрыт в 1997 году через год после открытия 12 маршрута. В конце 70-х и в начале 80-х гг. ходил через остановку «Совхоз „5 лет УАССР“» по улице Камбарской до улицы Труда, затем в конце 80-х был перенаправлен на улицу 40 лет Победы и продлён до Дома моделей |
|         | Троллейбусный парк № 1 ↔ Восточный рынок Удмуртская — Буммашевская — Дзержинского — 9 Января — Ворошилова — Петрова — Молодёжная — Первомайская                                         | 1993         | 2009         | Маршрут выходного дня. Закрыт с 1 июля 2009 года в связи с продлением маршрута № 7 |
|         | МУП «ИжГЭТ» ↔ Дом моделей Максима Горького — Карла Либкнехта — Воровского — Промышленная — Орджоникидзе — 40 лет Победы — Первомайская — Молодёжная — Петрова                           | 1996         | 2007         | Закрыт 27 декабря 2007 года в связи с продлением маршрута № 10 |
|         | МУП «ИжГЭТ» ↔ Трамвайное депо №1 Новоажимова — Карла Маркса | 2012         | 2012         | 23 марта был открыт троллейбусный маршрут №13 "Троллейбусный парк №2 - трамвайное депо №1" (часть маршрута выполнялась с использованием АХ), но из-за того, что даже в самом первом рейсе не было пассажиров, маршрут был закрыт в этот же день.                 |
|         | Улица Молодёжная ↔ Школьная Первомайская — 40 лет Победы — Орджоникидзе — Промышленная — Воровского — Советская — Пушкинская — Майская — Удмуртская — Воткинское шоссе                  | 2006         | 2008         | Закрыт 1 мая 2008 года в связи с открытием маршрута № 4д |

## Подвижной состав
| Фотография | Название                   | Год выпуска          | Количество | Примечание |
| ---------- | -------------------------- | -------------------- | ---------- | --- |
|            | ЗиУ-682 (КВР)              | 1990 — н.в           | 9          | С конца 1990-х годов предприятием ОАО «Редуктор», а позже МУП «ИжГЭТ», проводится капитально-восстановительный ремонт троллейбусов. Поскольку кузов полностью переваривается и троллейбус фактически заново собирают, отремонтированные ЗиУ 682 имеют следующие особенности: отсутствие оригинального заводского маршрутоуказателя над задними стеклами; отсутствие металлических декоративных полос под боковыми, лобовыми, задними стеклами; отсутствие оригинального значка ЗиУ на передке и решетки воздухозаборника; изредка — асимметрично расположенные фары. После КВР оригинальные заводские таблички оставляют. Эксплуатируются по всем маршрутам. |
|            | ЗиУ-682                    | 1980 — 2006          | 160        | Оригинальные ЗиУ, эксплуатируются на всех маршрутах. |
|            | ВМЗ-5298-22, 273           | 1999, 2005           | 15         | Эксплуатируются первым парком (кроме ВМЗ-273 по 6 маршруту) по 1, 4, 7, 14 маршрутам. До 2009 года часть троллейбусов работала на 10 маршруте в парке № 2. |
|            | Тролза-5264.01 «Столица»   | 2001                 | 1          | Эксплуатируется первым парком по 1 или 2 маршруту. |
|            | ВЗТМ-5284                  | 2001                 | 3          | Работают на 2, 7, 9, 10 и 14 маршрутах. Одному из них сменили оригинальные фары на фары от ЗиУ. |
|            | БТЗ-5276                   | 2006 — 2010          | 8          | Работают почти на всех маршрутах. |
|            | ВЗТМ-5290                  | 2004                 | 1          | Экспериментальная модель. Полунизкопольные, с большой вместительной средней накопительной площадкой, переделанные лобовые стекла от ЗиУ-682. Работали во втором парке на 6 и 14 маршрутах. На момент 2025 года все модели списаны. |
|            | АКСМ-333                   | 2009                 | 1          | Переданы из Москвы в мае 2021 года, используются парком №1. |
|            | Тролза-6206.01 «Мегаполис» | 2009 — 2011          | 3          | Переданы из Москвы в мае 2021 года, используются парком №1. |
|            | СВаРЗ-МАЗ-6235.00          | 2010 — 2013          | 33         | Переданы из Москвы в мае 2021 года, работают на 7 и 10 маршрутах. |
|            | СВаРЗ-МАЗ-6275             | 2012-2013, 2016-2017 | 1          | Передан из Москвы в мае 2021 года, работает на маршруте 7. |
|            | АКСМ-321                   | 2011                 | 2          | Переданы из Москвы в мае 2021 года, работают на маршруте 1. |
|            | Тролза-5265.00 «Мегаполис» | 2012                 | 7          | Переданы из Москвы в мае 2021 года, работают на маршруте 2. |
|            | Volgabus-5270Т "Пересвет"  | 2024                 | 19         | Эксплуатируются во втором парке, работают на 10 и 10д маршруте, имеют автономный ход. |

## Перспективы
На данный момент активно вводятся троллейбусы прибывшие из Москвы. Ожидается прибытие новых троллейбусов по БКАД.
Идет обсуждение о возобновлении движения троллейбуса по улице 10 лет октября. А также разрабатывается документация  по изменению маршрутной системы города.